# 島津義秀
島津 義秀（しまづ よしひで、1964年〈昭和39年〉2月28日 - ）は、日本の神職。加治木島津家第13代当主。大阪府泉佐野市出身。

## 経歴
大阪市泉佐野市で、会社員の父、ピアノ教師の母（島津久英の娘）の一人っ子として生まれ、小学3年生で東京に転居。大東文化大学文学部を卒業後は、鹿児島県で島津家宗家や一門が経営する島津興業に入社。姓は母方で鹿児島に移住している。精矛神社の宮司も務めている。2000年には青少年育成の「青雲舎」を川上幸男と曾木重隆と共に復興した。
2001年に島津興業を退職し、宮司の仕事もこなしながら、薩摩武道の継承を志し、「野太刀自顕流」の修行にも取り組んでいる。また、薩摩琵琶の弾奏者でもある。

## 系譜
- 長男：島津久崇